# Artikel 58 des Strafgesetzbuches der RSFSR
Der Artikel 58 des Strafgesetzbuches der RSFSR wurde am 25. Februar 1927 erlassen und mehrere Male revidiert. Trotz dieser Bezeichnung galt er für die gesamte Sowjetunion. Nach der Ermordung Sergej Kirows (1886–1934) wurde er verschärft und blieb bis 1959 in Kraft. Auf der Basis des Artikels sollten Personen für konterrevolutionäre Aktivitäten bestraft werden. Die auf Grundlage dessen Verurteilten, „Politische“ und „Konterrevolutionäre“, wurden meistens nach dem Artikel als „58er“ bezeichnet. Im Jargon des Gulag wurde der Strafparagraph kurz der „58er“ genannt.
Bereits Lenin hatte den Paragraphen 58 im Mai 1922 für ein Strafgesetzbuch der Russischen Sowjetrepublik entworfen. Der Paragraph definierte, wer als Klassenfeind beziehungsweise als Volksfeind galt. Diese wurden unterteilt in Verräter und Saboteure. Artikel 58 war ein sogenannter Gummiparagraph, seine einzelnen Bestimmungen waren weit auslegbar. Nach Stellungnahme des Sowjetischen Innenministeriums wurden nach diesem Artikel nur bis Februar 1954, also nur bis zum Ende der Stalinära, insgesamt 3.777.380 Menschen verurteilt, davon 642.980 zum Tode, der Rest bis zu 25 Jahren Arbeitslagerhaft.

## Inhalt
- Artikel 58.1: Handlungen, begangen von Bürgern der UdSSR zum Nachteil der militärischen Macht der UdSSR, ihrer staatlichen Unabhängigkeit oder der Unantastbarkeit ihres Gebiets werden als konterrevolutionär betrachtet. Dies gilt auch analog für Handlungen, die zum Nachteil anderer „Staaten der Arbeiter“ begangen wurden.

- Artikel 58.1a (ab 1934 in Kraft), Vaterlandsverrat: Handlungen, von Sowjetbürgern, die die militärische Kraft der UdSSR schwächen, ihre Unabhängigkeit, oder die Unversehrtheit ihres Territoriums schwächen. Die Höchststrafe dafür ist die Hinrichtung und Einziehung aller Vermögensgegenstände bzw. unter mildernden Umständen zehn Jahre Haft und Entziehung aller Vermögensgegenstände.

- Artikel 58.1b (ab 1934 in Kraft): Bei Verstoß gegen Artikel 58.1a werden militärische Personen mit Erschießung und Einziehung aller Vermögensgegenstände bestraft.

- Artikel 58.1c (ab 1934 in Kraft): Wenn eine militärische Person desertiert, werden die erwachsenen Familienmitglieder, die dabei unterstützten bzw. davon wussten und den Sachverhalt nicht anzeigten, mit Freiheitsentzug von fünf bis zehn Jahren und Einziehung aller Vermögensgegenstände bestraft. Den anderen Familienmitgliedern, die mit dem Deserteur zusammenwohnten oder von ihm finanziell abhängig waren, wird das Wahlrecht entzogen und sie werden für fünf Jahre in abgelegene Gebiete in Sibirien verbannt.

- Artikel 58.1d (ab 1934 in Kraft): Das Nichtanzeigen einer militärischen Person eines bevorstehenden oder vollendeten Verrats führt zu Freiheitsentzug von zehn Jahren. Das Nichtanzeigen von sonstigen Personen wird mit Artikel 58.12 geahndet.

- Artikel 58.2: Bewaffneter Aufstand oder Eindringen von bewaffneten Banden in das Sowjetgebiet in konterrevolutionärer Absicht, Ergreifung der zentralen oder örtlichen Gewalt in der gleichen und insbesondere der Absicht, von der UdSSR und der einzelnen Unionsrepublik irgendeinen ihrer Gebietsteile gewaltsam abzutrennen oder die von der UdSSR mit ausländischen Staaten abgeschlossenen Verträge aufzuheben. Die Höchststrafe ist Erschießen bzw. die Deklaration zum Volksfeind und dem Einziehen aller Vermögenswerte und der Bürgerrechte der UdSSR inklusive der Ausweisung aus der Sowjetunion. Bei mildernden Umständen kann dies zu einer Haftstrafe von mindestens drei Jahren mit Einziehen aller Vermögenswerte abgewandelt werden.

- Artikel 58.3: Beziehungen in konterrevolutionärer Absicht zu einem Drittstaat oder seinen Vertretern und jedwede Unterstützung von Staaten, die sich im Krieg mit der UdSSR befinden bzw. sich durch Blockaden oder Interventionen im Konflikt mit der UdSSR befinden, werden mit den Strafmaßnahmen aus Artikel 58.2 geahndet.

- Artikel 58.4: Sämtliche Unterstützung der „Weltbourgeoisie“, die Nichtanerkennung der Tatsache, dass das kommunistische System das kapitalistische System ersetzen wird, der Versuch des Umsturzes des kommunistischen Systems und die Durchführung feindlicher Aktionen unter dem Einfluss „bourgeoiser sozialer Gruppen“ führt zu den im Artikel 58.2 genannten Strafmaßnahmen, außer dass eine Haftstrafe nicht ausschließlich bei mildernden Umständen möglich ist.

- Artikel 58.5: Die Vorliebe für einen fremden Staat oder soziale Gruppen in ihm, die Kommunikation mit repräsentativen Staatsmännern, die Benutzung falscher Dokumente und andere Maßnahmen, die dazu führen, dass der fremde Staat der UdSSR den Krieg erklärt, feindliche Aktionen durchführt, oder dass die diplomatischen Beziehungen verschlechtert werden, werden mit den Strafmaßnahmen in Artikel 58.2 geahndet.

- Artikel 58.6: Spionage, d. h. Weitergabe, Entwendung oder zwecks Weitergabe vorgenommene Sammlung von Nachrichten, die sich ihrem Inhalt nach als ein besonders schutzwürdiges Staatsgeheimnis darstellen, zugunsten ausländischer Staaten, konterrevolutionärer Organisationen oder Privatpersonen wird analog zu Artikel 58.2 geahndet.

- Artikel 58.7: Die Unterminierung der staatlichen Industrie, des Handels, Transports, Geldflusses und des Kreditwesens und die Arbeit in staatlichen Institution zu konterrevolutionärem Zweck sowie die Arbeit im Interesse ehemaliger Eigentümer oder kapitalistischer Organisationen werden mit den Strafmaßnahmen aus Artikel 58.2 geahndet.

- Artikel 58.8: Die Begehung terroristischer Handlungen gegen Vertreter der Sowjetmacht oder Funktionäre revolutionärer Organisationen der Arbeiter und Bauern sowie Teilnahme auch einer konterrevolutionären Organisation nicht angehöriger Personen an der Ausführung solcher Handlungen wird mit den Strafmaßnahmen aus Artikel 58.2 geahndet.

- Artikel 58.9: In konterrevolutionärer Absicht mittels Sprengung, Brandstiftung oder auf andere Weise begangene Zerstörung oder Beschädigung von Eisenbahnen oder sonstigen Verkehrswegen und -mitteln, von nationalen Nachrichtenmitteln, Wasserleitungen, öffentlichen Depots oder sonstigen staatlichem öffentlichem Vermögen wird mit den Strafmaßnahmen aus Artikel 58.2 geahndet.

- Artikel 58.10: Propaganda oder Agitation, die zu Sturz, Unterhöhlung oder Schwächung der Sowjetherrschaft oder zur Begehung einzelner konterrevolutionärer Verbrechen (Art. 58.2–58.9 dieses Gesetzbuches) auffordern, sowie Verbreitung, Herstellung oder Aufbewahrung von Schriften gleichen Inhalts werden mit den Strafmaßnahmen aus Artikel 58.2 geahndet.

- Artikel 58.11: Auf die Vorbereitung oder Begehung der in diesem Kapitel vorgesehenen Verbrechen gerichtete organisatorische Tätigkeit jeglicher Art sowie Teilnahme an einer Organisation, die zur Vorbereitung oder Begehung eines in diesem Kapitel vorgesehenen Verbrechens gebildet worden ist, wird mit den entsprechenden, in diesem Artikel genannten, Strafmaßnahmen geahndet.

- Artikel 58.12: Die Nichtanzeige eines in Vorbereitung befindlichen oder vollendeten konterrevolutionären Verbrechens, von dem man auf glaubwürdige Weise Kenntnis erlangt hat, wird mit Freiheitsentzug von mindestens sechs Monaten geahndet.

- Artikel 58.13: Aktive Handlungen und aktiver Kampf gegen die Arbeiterklasse und die revolutionäre Bewegung, ausgeführt auf verantwortlichem Posten oder im Geheimdienst (Agentur) während des zaristischen Regimes oder bei konterrevolutionären Regierungen während des Bürgerkrieges werden mit den Strafmaßnahmen aus Artikel 58.2 geahndet.

- Artikel 58.14: Konterrevolutionäre Sabotage, d. h. bewusste Nichterfüllung bestimmter Verpflichtungen oder deren vorsätzlich unzulängliche Erfüllung in der speziellen Absicht, die Macht der Regierung und das Funktionieren des Staatsapparates zu beeinträchtigen werden mit Freiheitsentzug von mindestens einem Jahr und Einziehen aller Vermögenswerte, bei einem schweren Fall bis zu den Höchststrafen in Artikel 58.2 bestraft.

## Strafen
Die vorgesehenen Strafen reichten von der teilweisen oder vollständigen Einziehung des Vermögens über mehrjährige oder lebenslange Gefängnisstrafe und Verbannung bis hin zur Todesstrafe. All diese Strafmaßnahmen wurden als „Maßnahmen des sozialen Schutzes“ bezeichnet, das heißt, sie zielten auf den Schutz der sozialistischen Gesellschaftsordnung.

## Künstlerische Aufarbeitung
Die Umstände der Verurteilung und der Verlauf der Haft eines nach diesem Artikel Verurteilten unterschieden sich erheblich von denen der restlichen Verurteilten und sind ausführlich in dem mit dem Nobelpreis für Literatur ausgezeichneten Buch Der Archipel Gulag von Alexander Solschenizyn beschrieben, der acht Jahre Haft mit anschließender Verbannung nach diesem Artikel verbüßt hat. Das Schicksal und die „Läuterung“ eines Kommunisten und Politoffiziers schildert Lew Kopelew in seiner Autobiographie Aufbewahren für alle Zeit!. Das Buch mit einem Kapitel Anklage nach Paragraph 58 beleuchtet das System der politischen Gerichtsbarkeit und wie sich diese im Lagerleben auswirkte.